# Sebastián Pardo
Sebastián Pardo, född 1 januari 1982 i Quillota, är en chilensk före detta fotbollsspelare.
Pardo började sin fotbollskarriär i Universidad de Chile 1999, men redan 2002 skrev han på för den holländska klubben Feyenoord. Chilenarens första match för laget var derbymatchen mot Excelsior Rotterdam 10 september, 2002. (Matchen slutade 4-1 till Feyenoord). Det var även i den här matchen som Pardo gjorde sitt första mål för laget.